# Sara Gallardo
Pour les articles homonymes, voir Gallardo.
Sara Gallardo Drago Mitre, née le 23 décembre 1931 à Buenos Aires et morte le 14 juin 1988 dans la même ville, est une femme de lettres et journaliste argentine.

## Biographie
Elle est née à Buenos Aires dans une famille aisée possédant une vaste propriété agricole. Elle était l'arrière-arrière-petite-fille de Bartolomé Mitre, la nièce d'Ángel Gallardo et la petite-nièce de Miguel Cané. Elle devint par la suite une observatrice et critique avisée de l'aristocratie argentine,.
Elle s'est mariée deux fois, d'abord avec Luis Pico Estrada (es), puis avec H. A. Murena (en). Elle commence à publier en 1958. En plus de ses nombreuses chroniques de journaux et essais, elle a publié cinq romans, une collection de nouvelles, plusieurs livres pour enfants et un certain nombre de récits de voyage. Elle a notamment contribué aux magazines Primera Plana, Panorama et Confirmado. On cite souvent ses propos : « L'écriture est une activité absurde et héroïque ».
Très affectée par la mort de son deuxième mari en 1975, elle s'installe avec ses enfants à La Cumbre, dans la province de Córdoba , dans une maison mise à  disposition par l'écrivain Manuel Mujica Láinez. Puis en 1979, elle s'installe à Barcelone, où elle écrit La Rosa en el Viento (La Rose dans le vent), son dernier livre. Elle effectue des voyages en Suisse et en Italie, mais elle n'écrit plus. À son retour en Argentine, elle meurt à 56 ans d'une crise d'asthme à Buenos Aires. Elle a laissé des notes pour une biographie de l'intellectuelle juive et carmélite Edith Stein, assassinée au camp de concentration d'Auschwitz en 1942.

## Œuvres
Enero (Janvier) (1958) est son premier roman. Il détaille le monde privé de Nefer, une adolescente dans un milieu agricole. Il est écrit de manière délibérément ambiguë pour refléter la confusion de Nefer, qui tombe enceinte après avoir été violée.
El País del Humo (1977) est une suite d'histoires courtes et de croquis littéraires de genre fantastique. Certaines histoires peuvent être qualifiées de science-fiction,.
On mentionnera également les romans Pantalones azules (1963), Los galgos, los galgos (1968), Eisejuaz (1971) et La rosa del viento (1979).